# Crown Heights (Brooklyn)
Crown Heights es un barrio en la parte central de Brooklyn, Nueva York. La principal vía pública a través de este barrio es la Avenida Eastern Parkway, un bulevar bordeado de árboles diseñado por Frederick Law Olmsted que se extiende 3 kilómetros de este a oeste.
Originalmente, el área se conocía como Crow Hill. Era una sucesión de colinas que se extendían por el este y el oeste desde la avenida Utica a la avenida Classon, y por el sur al bulevar Empire y a la avenida Nueva York. El nombre fue cambiado cuando la calle Crown cruzó el área por la mitad en 1916.
Crown Heights limita con la avenida Washington (por el oeste), con la avenida Atlantic (por el norte), con la avenida Howard (por el este) y con el bulevar Empire (por el sur). Tiene una anchura de 1,6 km y una longitud de 3 km. Los barrios que limitan con Crown Heights incluyen Prospect Heights por el oeste, Flatbush por el sur, Brownsville por el sureste y Bedford-Stuyvesant por el norte.

## Demografía
En 1994, de los aproximadamente 150 000 residentes en Crown Heights, el 90% eran de ascendencia africana (70% del Caribe y 20% estadounidenses), el 9% eran judíos hasídicos, y menos del 1% eran latinos, asiáticos o de otros grupos étnicos.

## Puntos de interés
- Jardín Botánico de Brooklyn
- Museo de Brooklyn
- Museo de los Niños de Brooklyn

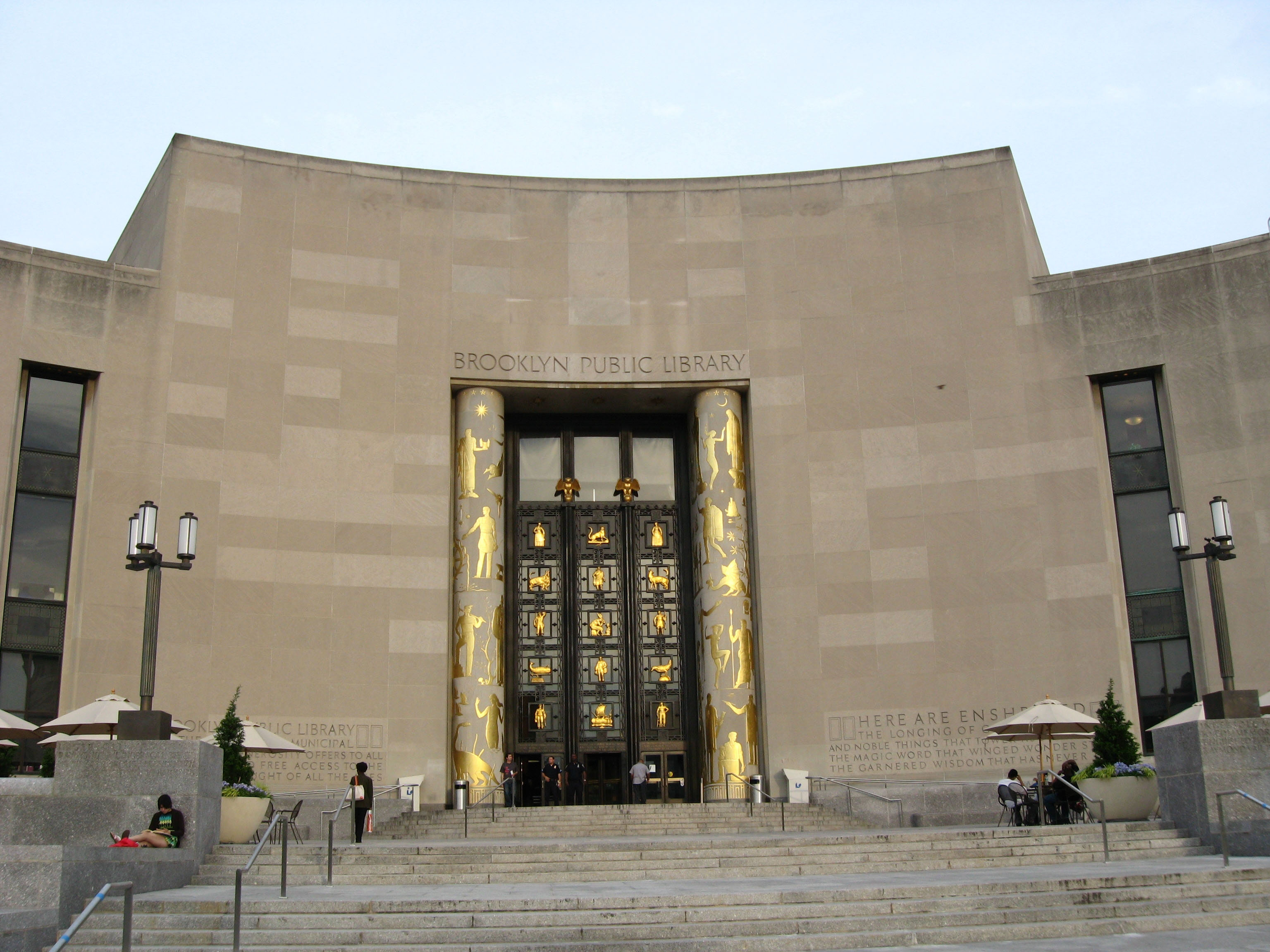
Biblioteca Pública de Brooklyn.

- Biblioteca Pública de Brooklyn (rama de Eastern Parkway)
- Instituto George W. Wingate
- 770 de la Avenida Eastern Parkway (oficinas centrales del movimiento Jabad-Lubavitch)
- Museo Judío de los Niños
- Universidad Medgar Evers
- Apartamentos Ebbets Field

## Personas célebres
- Bob Arum, fundador y director de Top Rank, una compañía de promoción de boxeo profesional.
- Buckshot, rapero.
- Iris Cantor, filántropo.
- Clive Davis, productor musical.[4]
- Avraham Fried, cantante hasídico.
- Jamie Hector, actor.
- Nasir Jones, rapero.
- Norman Mailer, novelista y periodista.
- Matisyahu Miller, cantante de reggae.
- Debi Mazar, actriz.
- Stephanie Mills, cantante.
- Sophia Lillis, actriz.
- Noel Pointer, violinista de jazz.
- Kendall Schmidt, actor y cantante.
- Aaron Swartz, programador, escritor y activista de Internet.